# Gastroparese
Gastroparese er en medicinsk tilstand med parese (delvis lammelse) af maven, der resulterer i at føde bliver i mavesækken i længere tid end normalt. Almindeligvis sørger peristaltiske bevægelser i maven for at føden bevæges videre ned i tyndtarmen for videre fordøjelse; denne proces styres af nerven nervus vagus. Gastroparese kan opstå når nervus vagus er beskadiget og musklerne omkring maven og tarmene ikke fungerer normalt. Resultatet er at føden bevæger sig langsomt gennem mave-tarmkanalen, eller slet ikke bevæges videre gennem systemet.
 Der er for få eller ingen kildehenvisninger i denne artikel, hvilket er et problem. Du kan hjælpe ved at angive troværdige kilder til de påstande, som fremføres i artiklen.